# 柳州钢铁集团
广西柳州钢铁集团有限公司始建于1958年，2007年2月，子公司「柳钢股份」在上海证券交易所上市。2005-2015年武漢鋼鐵集團與广西国资委透過合伙公司廣西鋼鐵集團以80-20比控股柳州钢铁集团。2015年9月广西国资委退出廣西鋼鐵集團，柳州钢铁集团重新成為广西国资委直屬企業。

## 生产能力
具备铁975万吨、钢1100万吨、钢材1400万吨以上的年综合生产能力。热轧带肋钢筋（螺纹钢）为国家免检产品，生产的船用钢板和钢带获得了CCS（中国）、GL（德国）、DNV（挪威）、BV（法国）、LR（英国）、NK（日本）、ABS（美国）、KR（韩国）等八国船级社的工厂认可。并先后投入20亿元治理污染。

## 技术中心
建设有柳钢技术中心，提供的仪器包括：电感耦合等离子体发射光谱仪、四球摩擦机、自动闪点仪等设备具有国际先进水平；电脑量热仪、运动粘度测定仪、60t万能材料试验机、分光光度计、原子吸收分光光度计及红外碳硫仪、水中油份浓度分析仪、微电脑烟尘平行采样仪、高温物性测试仪、微机控制全自动压力试验机、全自动高温抗折试验机、平板法导热系数测定仪、高温热膨胀仪。
开展的测试及试验项目：钢铁、铁合金、铁矿化学分析；钢铁产品力学性能、金相检验及分析；耐火材料及相关非金属的检验试验及分析研究；煤、焦、油分析检验；焦碳热反应性及反应后强度试验；工业废水、废气、粉尘、厂界噪音等监测分析；钢材、金属备件的超声波探伤以及耐热、耐磨铸钢件的生产试验。